# No Heroics
No Heroics est une série télévisée britannique en six épisodes de 22 minutes créée par Drew Pearce et diffusée du 18 septembre 2008 au 23 octobre 2008 sur ITV2. Elle a été sélectionnée au British Comedy Awards 2008.
Cette série est inédite dans tous les pays francophones.

## Synopsis
Ce sont quatre amis et aussi quatre super héros qui possèdent des pouvoirs pour aider le monde, mais qui préfèrent la plupart du temps les utiliser à des fins personnelles. Leur vie privée est plutôt misérable ; célibataires, impopulaires, en manque d'argent, ils se réunissent tous les soirs dans le seul pub pour super-héros, The Fortress. La plupart du temps, ils y vont pour se saouler et dire du mal de ceux qui sont plus célèbres et qui ont plus de réussite qu'eux. Notamment Excelsor, le super héros le plus populaire du monde, celui qui a le plus de pouvoir, celui qui se moque d'eux dès qu'il peut, surtout d'Alex.

## Distribution

### Acteurs principaux
- Nicholas Burns (en) : Alex alias The Hotness (Pouvoir: contrôle le feu)
- Claire Keelan (en) : Sarah alias Electroclash (Pouvoir: contrôle les machines électriques avec sa voix)
- James Lance : Don alias Timebomb (Pouvoir: peut voir 60 s dans l'avenir)
- Rebekah Staton (en) : Jenny alias She-Force (Pouvoir: super force)
- Patrick Baladi (en) : Excelsor

### Acteurs secondaires
- Jim Howick : Simon, « Thundermonkey »
- Steve Speirs : « Norse Dave »
- Oliver Maltman (en) : « Doomball »

## Épisodes
1. titre français inconnu (Supergroupie)
2. titre français inconnu (The Fantastic Chore)
3. titre français inconnu (Mean Gills)
4. titre français inconnu (Back Issues)
5. titre français inconnu (Origin, Toxic)
6. titre français inconnu (Monkey Gone to Heaven)